# 明星中学校・高等学校 (大阪府)
明星中学校・高等学校（めいせいちゅうがっこう・こうとうがっこう、英: Meisei Junior/Senior High School）は、大阪府大阪市天王寺区餌差町に所在し、中高一貫教育を提供する私立中学校・高等学校。
マリア会が日本で3校目に設立したカトリックを教義とするミッションスクールである。

## 概要
大阪で明治期に設立された中等教育の学校は、キリスト教主義学校が多くほとんどが女子校で、本校は現在まで男子校である唯一の学校である。
フランスのマリア会が設立したカトリックによるミッションスクールで、暁星中学校・高等学校、海星中学校・高等学校、札幌光星中学校・高等学校と同じく聖母マリアを示す”星”を中心に据え、「明星」に学ぶ生徒たちを見守る「聖母マリア像」を頂く。
1898年に外国語学校として開校。1900年に文部省から商業学校の設立認可を受け、商都である大阪の立地を考慮して商業学校として再開すると、次第に評価を得て校舎が手狭になり、1903年（明治36年）に現在地に移転。
かつては野球部が私学7強として有名で、1963年（昭和38年）に第45回全国高等学校野球選手権大会で優勝し、以後の10年で夏の甲子園に5回出場する。サッカー部も1965年（昭和40年）の第44回全国高等学校サッカー選手権大会で優勝する。当時は入試でスポーツ推薦枠もあったが、現在は廃止されている。
2012年度入学生から6か年課程と3か年課程それぞれにコース制を再開して週6日制を採る。
現校地は、大坂冬の陣・夏の陣の折に真田幸村が構築したとされる大阪城の出城であった真田丸が所在した跡地に当たると比定され、顕彰碑を敷地内に設置している。

## 沿革
- 1898年 - 日本マリア会管区長ヘンリックより初代校長ウォルフに学校設立の命が与えられる。大阪市西区江戸堀北通1丁目（現：江戸堀1丁目）に外国語学校「明星学校」を設立。
- 1900年 - 文部省から「明星商業学校」の設立認可。
- 1901年 - 大阪市南区千年町（現：中央区東心斎橋2丁目）に移転。生徒数50人。
- 1903年 - 大阪市東区餌差町（現：天王寺区餌差町）の現在の敷地（真田丸跡）を購入。第1回卒業式挙行（卒業生5人）。生徒数238人。
- 1904年 - 現在の校地に移転。木造校舎が落成。以後、増改築を重ねる。
- 1905年 - 第1回陸上大運動会（現在の体育祭）開催。
- 1908年  - 「明星商業学校同窓会」発足。
- 1915年 - 図書館開設。
- 1944年 - 「明星工業学校」に転換。
- 1945年 - 戦災により、木造校舎が全焼。
- 1947年 - 新制「明星中学校」設立。
- 1948年 - 新制「明星高等学校」設立。
- 1951年 - 「学校法人大阪明星学園」設立。
- 1952年 - マリア会総長ジョルゲンス師来校。
- 1957年 - マリア会教育長フェリー師来校。聖母像除幕式挙行。
- 1958年 - 新校舎落成。
- 1963年 - 第45回全国高等学校野球選手権大会優勝。
- 1965年 - 第44回全国高等学校サッカー選手権大会優勝。
- 1969年 - 明星会館落成。
- 1979年 - 第4回全日本高等学校選抜ソフトテニス大会優勝。
- 1983年 - 第8回全日本高等学校選抜ソフトテニス大会優勝。
- 1992年 - 第15回全日本アンサンブルコンテスト金賞受賞。
- 2002年 - 中高一貫教育コースである、「エスポアール」設置。
- 2005年 - 高校新入課程のI類・II類を廃止し、高校に「ルミエール」新設。
- 2012年 - 「エスポアール」「ルミエール」制を廃止し、「6カ年一貫コース（特進コース・英数コース）」・「3カ年コース（文理選抜・文理）」設置。
- 2016年 - 2月1日、敷地内に真田丸の跡地として顕彰碑が設立される[2][3]。
- 2023年 - 創立125周年を迎える。

## 特色
- 卒業生は3万人を超える。
- フランスのマリア会を母体としている。
- 校名は聖母マリアの称号の一つである「明けの明星（みょうじょう）」に由来する。校章は、聖母マリアの象徴である「星」を中央に据え、聖母マリアの勝利の「月桂樹」を周りに配したものである。
- 制服は金ボタン7個の黒詰襟学生服。1995年までは制帽もあった。
- 全教室に「地の塩、世の光」という聖句と絵画が入った額縁と、マリア像が描かれた時計が飾られている。
- 正門横に、聖堂がありクリスマスなどにミサを催す。
- 授業開始のベルは校歌、授業終了のベルは「アヴェ・マリア」をそれぞれ用いる。
- 25mプール、大講堂、聖堂、638席ある食堂、3つの体育館、2つのICT教室、広いグラウンド、クラブハウス、4面のオムニコート、蔵書6万冊以上の図書館など様々な設備が充実している。エレベーター、地下駐車場、職員トイレは、生徒の利用が禁止である。
- 長髪、染髪、脱色などは禁止で、月毎に1回頭髪検査を実施する。
- 自転車通学は禁止である。
- 携帯電話の持ち込みは禁止されていたが、2018年6月の大阪府北部地震を受けて、許可制で持込可となった。登校後は個々人のロッカーへ収めることが指導され、持ち込み許可を受けた場合でも校内および登下校中の使用は緊急時以外禁止されている。
- 年1回の体育祭は、「ビン釣り競走」「ラケット玉運び」「そろそろいそげ」など本校特有の競技がある。

## 教育課程
本校は履修漏れが無いことが確認済みである。大学受験に影響が低い教科や科目は、卒業に必要な最低限度を履修する。
6か年一貫コース（特進コース・英数コース）と3か年コース（文理選抜コース・文理コース）制を配して週6日制となる。

### 設置コース
- 6か年コース
  - S特進コース（1クラス）- ハイレベルな授業展開と、サイエンスやテクノロジーを主なテーマとした探究的な学習を積極的に導入している。
  - 特進コース（3クラス）- 高校2年生終了時までに、高校での大半の学習内容を習得、応用力を育てる発展的な学習を行う。多様なテーマの探究学習を導入している。
  - 英数コース（2クラス）- 生徒一人ひとりの特性に合わせた指導で、徹底した基礎力と総合的な学力を習得する。学問への興味関心を深め、積極的に学ぶ姿勢も育成する。
- 3ヵ年コース
  - 文理選抜クラス（2クラス）- 最難関国公立大学進学に向け、圧倒的な基礎力の養成を行う。文系クラス・理系クラスに分かれる。
  - 文理クラス（1クラス）- 生徒一人一人の特性に合わせた指導で、徹底した基礎カと総合的な学力を習得する。生徒本人の希望に沿った実戦的な指導も行う。

## グローバル教育
本校は、外国語学校としてスタートしたということもあり、グローバル教育に力を入れており、大学受験に対する英語の学習にとどまらず、英会話学習や海外研修などを通して、高度な語学力の取得や異文化理解などを目指している。

### 英会話学習
本校では、外国人講師 (ALT) による英会話学習だけでなく、英語を通して国際問題の学習を行い、ディスカッションやプレゼンテーションを行うことで、自らの考えや意見を英語で発信する力を身につけること目指している。この他にも、海外大学の教授を招いて、授業を行うこともある。

### 海外研修
様々な海外留学のプログラムを実施しており、留学先もアメリカ、カナダ、オーストラリア、ニュージーランド、カンボジアなど様々である。それらのプログラムのほとんどは夏季休暇中に実施されているが、中には3ヵ月間の留学プログラムもある。これらの留学プログラムを通して、コミュニケーション能力の上達や異文化理解を目指しているが、これらのグローバル教育の集大成として位置付けられているのが、洛星高校と共同で行われている「次世代リーダー養成プログラム」である。これは世界トップレベルの大学であるアメリカのハーバード大学の学生寮に滞在し、現地の学生と共に学ぶことで、高度な英語の発信力の獲得にとどまらず、次世代のリーダーに求められるリーダーシップを養うことを目的としている。またこれらの留学プログラムとは別に本校を休学して、1年間の海外留学を行うことも可能である。

## 部活動

### 野球部
1906年（明治39年）創部。1915年の第1回全国中等学校優勝野球大会（現在の全国高等学校野球選手権大会）から予選に参加している。かつては大阪私学7強として有名であり、夏の甲子園に8回、春の甲子園に4回出場している。特に、1963年夏（第45回）では、プロ野球でも活躍した真田重蔵監督の采配の下で優勝を果たした。以後、1972年までの10年間で夏の甲子園に5回出場した。国スポ優勝1回。

### サッカー部
1912年（大正元年）創部。1918年の第1回日本フートボール優勝大会（現在の全国高等学校サッカー選手権大会）から8年連続で全国大会に出場した。これまで選手権大会には27回出場しており、1965年の第44回全国高等学校サッカー選手権大会で優勝したほか、5回の準優勝を記録している。特に、1957年から1966年にかけては10年連続で大阪代表となり、この間、優勝1回、準優勝2回を含めベスト8以上に8回進出した。国スポ優勝2回。

### ソフトテニス部
中等部全国ソフトテニス大会での10年連続優勝達成など様々な記録を持つ。この部をはじめ明星は東京大学や神戸大学、大阪大学などとの、半永久的で強固な様々な強い繋がりを持っている。

### 射撃部
1929年などに25名のメンバーが全国中等学校射撃競技選手権大会で優勝した。現在校内では活動していない。

### ワンダーフォーゲル部
1998年に高校生3名と中学生１名が、チベットの未踏峰プーダカンリ（5,964m)を征服した世界記録を持つ。

### その他
他にも様々な栄光を持つ。かつては入試においてスポーツ推薦枠もあったが、現在は廃止されている。しかし、今なおクラブ活動は盛んで、2006年度にはソフトテニス部、2007年度には陸上競技部、2008年度には水泳部、2019年度には剣道部からインターハイ出場者を輩出した。
様々な文化系部活動も近年特に活発であり、毎年のように全国大会へ頻繁に出場している。ディベート部や弁論部なども有名な強豪である。2004年度に「全日本学生児童発明くふう展」で内閣総理大臣賞を受賞した生徒が、千葉大学工学部に飛び入学している。2019年度より、コンピュータ同好会が、コンピューター研究部に昇格した。

## かつてのコース編成

### 2011年度入学生までの編成
- 中学校・高等学校（中高6ヵ年課程）
  - エスポアール - 中2まで6クラス 中3以降4クラス
  - エラン (Elan) - 中3からの編成 2クラス

中3で選抜クラスである「エラン」を選抜する。高2では、エラン・エスポアール共に、文系クラスと理系クラスに分かれた。
- 高等学校（高校3ヵ年課程）
  - ルミエール (Lumiere) コース
    - 文理クラス（2クラス）
    - 理系選抜クラス（1クラス）

文理クラスは高2で文系クラスと理系クラスに分かれる。エスポアールは「希望」、エランは「飛躍」、ルミエールは「光」を、それぞれ意味するフランス語である。

### 2001年度入学生までの編成
- 高等学校（6ヵ年課程・3ヵ年課程）
  - I類
  - II類

I類が上位クラスであり、入試時に、I類クラスとII類クラスを分けて募集していた。I類クラスの方が人数が多いという、他校にはない特徴を持っていた。
高1時点では、3ヵ年生(外部入学生)と6ヵ年生(内部進学者)は別クラスとなっており、I類・II類とも高2で文系と理系に分かれていた。
高2以降はI類理系クラスを除き、全て3ヵ年生 と6ヵ年生の両者混成クラスとなっていた。
I類理系クラスは、1998年度以前の入学生まではすべて6ヵ年生のみであり、1999年度以後の入学生から、6ヵ年生のみの選抜クラスと、3ヵ年生と6ヵ年生の両者混成クラスに分かれた。

## アクセス
- Osaka Metro（長堀鶴見緑地線）玉造駅より徒歩7分
- JR（大阪環状線）玉造駅より徒歩10分
- 近鉄（大阪線・難波線）大阪上本町駅より徒歩12分
- Osaka Metro（谷町線・長堀鶴見緑地線）谷町六丁目駅より徒歩12分

## 著名な出身者
政治・行政
- 樽床伸二（第16代総務大臣）
- 村井嘉浩（第18代宮城県知事、第15代全国知事会会長）
- 山枡儀重（衆議院議員）
- 長内繁樹（豊中市長）
- 信貴芳則（元岸和田市長）
- 吉田弘明（元香芝市長）
- 梅田邦夫（外交官、外務省国際協力局局長、ブラジル・ベトナム駐在特命全権大使）
- 鮫島武次（元大阪弁護士会会長）
- 八田卯一郎（裁判官、サッカー元日本代表選手、大阪サッカー倶楽部の創設者）
- 田村文彦（在日ロシア連邦大使館名誉領事）

実業
- 浅井孝二（元住友銀行頭取）
- 飯島幡司（朝日放送創業者、関西経済連合会2代会長、元神戸高等商業学校〈現神戸大学〉教授）
- 石脇慶総（元日本マリア会総長）
- 梅田三次郎（スポーツニッポン創業者）
- 岡野武志（アトム法律事務所弁護士法人代表、弁護士、税理士、YouTuber、TikToker）
- 桐山一憲（元P&G米国本社プレジデント兼アジア最高責任者兼日本法人社長、for GL代表取締役、ファーストリテーリング及び電通グループのアドバイザー、カルビー及び三菱マテリアルの社外取締役）
- 品田卓（テレビ大阪代表取締役社長、元日本経済新聞常務執行役員)
- 千石高史（株式会社千石代表取締役）
- 松浦悟郎（カトリック名古屋教区統括司教）
- 宮原明（元富士ゼロックス代表取締役社長、元学校法人関西学院理事長、元大京取締役、元オリックス社外取締役、元富士火災海上保険社外取締役）

学者
- 五百籏頭眞治郎（神戸大学名誉教授、経済学者、聖マウリッツィオ・ラザロ勲章を受章、大聖グレゴリウス勲章コンメンダトーレ章を受章）
- 木村哲也（関西大学法科大学院教授、弁護士、民法学者）
- 小林広英（京都大学教授、地球環境学博士、京都大学大学院地球環境学堂人間環境設計論分野）
- 奈邉健（摂南大学教授）
- 八木浩（元大阪外国語大学〈現大阪大学〉教授）
- 森田勝之（十文字学園女子大学教授、英語教育学者、哲学研究者）

文化・芸能
- 伊藤正宏（放送作家、脚本家）
- 今川泰宏（アニメ監督、演出家、放送作家、脚本家）
- 稲川榮一（東京藝術大学名誉教授、読売日本交響楽団、チューバ奏者）
- 上田秀人（歴史作家、元歯科医師、故人）
- 岡本和也（山形交響楽団、ホルン奏者）
- 桂三金（落語家）
- 北野徹（大阪音楽大学理事長、パーカッション奏者）
- 清竜人（ミュージシャン）
- 康すおん（俳優）
- 小市慢太郎（俳優）
- 呉山平煥（京都市交響楽団、首席オーボエ奏者）
- 佐々木壮六（洋画家）
- 渋谷天外（俳優・松竹新喜劇座長）
- 島田正吾（俳優。※明星商業学校中退）
- 菅野完（著述家）
- 頭師孝雄（俳優）
- 頭師佳孝（俳優）
- 住田洋（テレビ愛媛元アナウンサー・フリーアナウンサー）
- 諏訪雅（俳優・ヨーロッパ企画）
- 龍城弘人（元大阪市音楽団団長、クラリネット奏者）
- 辻本憲一（東京フィルハーモニー交響楽団、首席トランペット奏者）
- 津田健次郎（俳優・声優）
- 壺井勘也（彫刻家）
- 土井善晴（料理研究家）
- 中山康樹（音楽評論家）
- はたけ（ミュージシャン・シャ乱Qリーダー）
- 林雄一郎（作詞作曲家）
- 松井朝敬（ミュージシャン・スウィートストリングス主宰）
- 三澤肇（毎日放送元アナウンサー・報道局記者・ベルリン支局長、現：報道局解説委員）
- 三浦徹（国立音楽大学教授、ユーフォニアム奏者）
- 三桝豊（俳優）
- 森内俊雄（小説家）

スポーツ
野球
- 阿野鉱二（元読売ジャイアンツ選手・コーチ）
- 岡田彰布（元阪神タイガース選手、監督、元オリックス・バファローズ監督、中学卒業後は北陽高等学校へ進学）
- 平野光泰（野球解説者、元近鉄バファローズ選手、元クラレ岡山選手）
- 堀井和人（元南海ホークス選手、スカウト）
- 前田正治（高校野球解説者、元日本新薬選手・監督）
- 松久保満（元大洋ホエールズ選手）
- 室井豊（元ライオン軍選手、元日本コロムビア選手）
- 山尾孝雄（野球解説者、元阪神タイガース選手）
- 山口忠良（元横浜大洋ホエールズ選手）
- 和田徹（野球解説者、元阪神タイガース選手、元南海ホークス選手・コーチ）

サッカー
- 安積四郎（元日本代表、安積濾紙創業者）
- 神田清雄（元日本代表、元関西電力監事、元関西サッカー協会会長）
- 北口晃（メルボルン五輪日本代表、元三菱重工選手）
- 佐々木康治（元日本代表、元日本ダンロップ選手）
- 高田正夫（元日本代表選手・コーチ、元関西サッカー協会役員）
- 西田満寿次郎（元日本代表選手・監督）
- 原田福三郎（元日本代表）
- 日高卯三郎（元日本代表）
- 古川好男（メルボルン五輪日本代表、元日本ダンロップ選手、元西宮市ゴルフ協会最高顧問）
- 湯口栄蔵（メキシコシティ五輪銅メダル日本代表、元ヤンマーディーゼル選手）

その他
- 岩井真幸（カーリング選手、2019年世界大会優勝）
- 景山拓朗(射撃選手)

## 教諭・クラブ指導者（元職も含む）
- 松永政行 - 現職（体育）。1992年バルセロナオリンピック体操男子個人種目別平行棒銅メダリストおよび男子団体総合銅メダリスト。
- 肥塚一晃 - 現職（体育）。元ガンバ大阪・セレッソ大阪・京都パープルサンガ所属。現役時代のポジションはMF。
- 真田重蔵 - 元野球部監督。第45回全国高等学校野球選手権大会優勝時の監督。
- 福田紀一 - 元職（社会）。作家。

## 姉妹校
- 暁星中学校・高等学校（東京都千代田区）
- 海星中学校・高等学校（長崎県長崎市）
- 札幌光星中学校・高等学校（北海道札幌市）

今日、マリア会は世界30数カ国において、約1600人の会員が約8000人の教師と協力し、大学、高等学校、中学校、小学校ならびに幼稚園を含む135の教育施設で教育にあたっている。 ハワイのシャミナード大学もマリア会によって創立された大学で、ギヨーム・ジョゼフ・シャミナードにちなんで名付けられている。

## かつて姉妹校関係にあった学校
- 泰星中学校・高等学校（1946年 - 1969年までマリア会が経営）
- セント・ジョセフ・インターナショナル・カレッジ（廃校）